# 광섬유

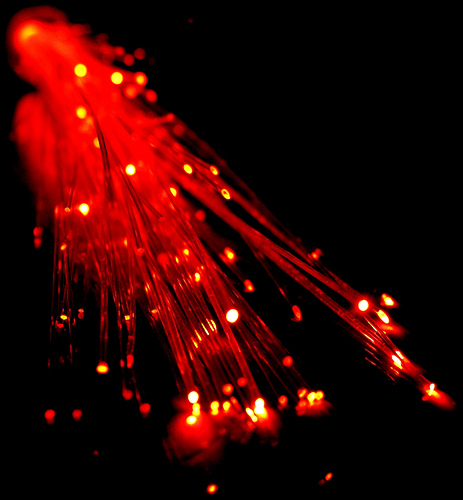

광섬유(光纖維, optical fiber, 문화어: 빛섬유)는 빛 신호를 전달하는 가느다란 유리 또는 플라스틱 섬유의 일종이다. 광섬유의 원리는 광섬유 내부와 외부를 서로 다른 밀도와 굴절률을 가지는 유리섬유로 제작하여, 한번 들어간 빛이 전반사를 하며 진행하도록 만든 것이다. 구리선보다 더 많은 양의 데이터를 더 멀리까지 전달할 수 있다. 광섬유를 만드는 데 유리섬유가 금속 대신에 쓰이는 이유는 데이터 손실이 더 적고 전자기적 간섭도 더 적고 고온에도 더 잘 견디기 때문이다.

## 개요
광학섬유(optical fiber)라고도 불리며 빛을 전송할 때 광손실을 줄이기 위하여 투명도가 고도로 높은 재료를 사용한다. 따라서, 고순도의 석영이나 광학적 성질이 우수한 고분자재료를 사용한다. 광섬유는 1970년에 미국의 코닝사가 저손실 석영섬유를 개발한 것을 계기로 개량을 거듭하여 광통신의 실용화에 크게 기여하고 있다.
광통신은 광섬유의 한쪽 끝에서 전기신호를 따라 점멸하는 발광소자를 써서 빛을 점멸하면 다른 쪽 끝에서 수광소자를 써서 이 점멸하는 빛을 받을 수 있는 현상을 이용한 것이다. 수광소자로서 포토다이오드를 쓰면 점멸하는 빛의 신호를 전기신호로 바꿀 수 있고, 발광소자로는 1초 동안에 4억 회나 점멸할 수 있는 발광다이오드도 개발되어 있다. 이 발광소자를 쓰면 광섬유 하나로 5,760회선의 전화통화가 가능해진다.
광섬유의 국내기술개발은 한국과학기술연구소(현 한국과학기술원) 응용광학연구실을 주축으로 1977년부터 시작한 광섬유 국산화 기술개발 연구가 그 시초였다. 한국과학기술연구소에서는 대한전선주식회사·금성전선주식회사(현 LS전선)와 함께 1979년 말 광섬유의 형태를 추출, 1980년 2월부산의 한국전력 지점과 남부산변전소간의 1.3km에 달하는 국산 광섬유를 마련하였다.
현재 광섬유는 국내 수요는 물론 수출까지 하고 있고, 광통신도 이미 대덕과학단지와 대전전화국 사이, 구로동과 안양 사이 등에서 실용화되어 있다. 정부에서는 2001년 안에 종합정보통신망(ISDN)을 구축하기로 하고, 1987년에 대도시국간 전송로에 광케이블을 공급하겠다고 발표하였다. 또, 세계적으로도 대서양과 태평양간의 해저횡단케이블이 광케이블로 마련될 예정이다.
이렇게 광섬유를 근거리통신망(LAN)·종합정보통신망·사무자동화 등 광통신 분야에 응용하여 고도정보화사회를 이룩하는 것은 물론, 광센서·영상전달·조명용기구·광고·장식품 등 인간생활을 더욱 풍요롭게 하는 데 이용하고 있다.
1950년대에 코어(core), 클래드(clad) 구조의 광섬유, 즉 빛을 통과하는 핵심 부분인 코어의 굴절률보다 빛이 밖으로 나가지 못하게 하는 차단층인 클래드의 굴절률을 약간 작게 하여 코어에 입사된 빛이 굴절률이 다른 코어와 클래드의 경계면에서 전반사를 반복하면서 전파하는 광섬유가 개발되었다(그림 1 참조).

### 광섬유의 구성
광섬유 전송의 구성은 그림 18-16과 같이 굴절률이 높은 영역(여기에서는 물)을 굴절률이 낮은 영역(여기에서는 공기)으로 막아서 광이 전반사하는 것을 이용한 것이다. 이 원리를 이용하여 플라스틱이나 유리를 실용화한 것이 광섬유이다.
최근에 이용되는 광섬유는 주로 외경이 0.1~0.2mm로 미세한 한개의 선이다. 이 광섬유는 그림 18-17과 같이 굴절률이 다른 재질인 광전력을 집중시키는 코어(core)와 광전력을 가두는 작용을 하는 크래드(clad)로 구성되고 여기에 광이 입사되면 광은 코아부분(외경 0.05~0.1mm)의 이하의 각도로 전송된다.
이 각도 θ를 임계각이라 부르고 다음과 같은 관계식이 성립된다.
NA ~=~ n_o SQRT {{n_1}^2 - {n_2}^2} ~=~ sin theta ~
여기에서 NA(Numerical Aperture)를 개구수라 부르며 단위는 없다.
θ가 클수록 광섬유에 들어오는 광의 각도가 크게되어 광량이 많이 들어오지만
θ가 클수록 광섬유의 특성이 우수한 것은 아니다.
θ는 전송 특성과 밀접한 관계가 있고 보통 통신용 광섬유의 NA는 0.2~0.25 정도, 각도는 ±12°∼±15° 로 적은 것이다. 이에 비해 상업용이나 Fiber Scope 등에 사용되고 있는 광섬유는 사용 용도에 따라 ±30°∼ ±50°로 큰 개구각이 이용되기도 한다.
광섬유에 광이 입사되면 광은 코어와 크래드 경계면에서 전반사하여 진행되는 것을 의미하지만, 광섬유 속에는 각도가 큰 광인 고차 모드(mode)와 각도가 적은 광인 저차 모드가 존재한다. 저차 모드 성분이 높을수록 광대역 전송에 적합하다. 또 일반적으로 저차 모드일수록 장거리 전송이 가능하고, 고차 모드는 감쇠되는 것이므로 광섬유에서는 출사각을 입사각보다 적게 한다.

### 종류
1. 광섬유종류에 의한 분류
  - 다중모드광케이블: MM 또는 HMM 광섬유를 심선으로 하는 광케이블
  - 단일모드광케이블: SM, DSF, CSF 또는 NZDSF 광섬유를 심선으로 하는 광케이블
  - 단일모드섬유는 장거리 전송에 사용하는데, 아주 작은 심을 사용하며, 빛이 섬유의 축을 따라서만 들어온다. 광원으로는 특수 레이저만 사용하고 레이저, 다른 광섬유, 감지기 등과 정밀하게 접속해야 한다.
  - 다중모드섬유는 단일모드섬유보다 심이 크고 여러 각도로 빛을 받는다. 또한 단일모드섬유보다 여러 종류의 광원과 값싼 접속장치를 사용할 수 있다는 장점이 있지만 장거리 전송에는 사용할 수 없다.
2. 외피 재질에 의한 분류
  - 난연광케이블: 통신구 등 화재발생이 우려되는 지역에 설치하는 광케이블
  - 비난연광케이블: 화재발생의 염려가 없는 지역에 설치하는 광케이블
3. 사용장소에 의한 분류
  - 관로용 광케이블: PE 등의 관(Pipe)을 미리 설치후 그 속에 삽입하는 광케이블
  - 가공용 광케이블: 전주를 이용하여 공간에 설치하는 광케이블
  - 직매용 광케이블: PE 등의 관(Pipe)을 사용하지 않고 지중에 설치하는 광케이블
  - 수저용 광케이블: 강 또는 하천등을 통과하는 지역에 설치하는 광케이블
  - 옥내용 광케이블: 빌딩이나 사무실내에 설치하는 광케이블
4. 광케이블심 구조에 의한 분류
  - 루즈튜브형 광케이블: 필요로하는 광섬유들을 프라스틱튜브내에 먼저 삽입후 이 튜브들을 중심인장선 위에 배열한 케이블로, 현재 대한민국에서 가장 많이 사용하고 있는 광케이블이다.
  - 리본슬롯형 광케이블: 적당한 개수의 광섬유를 리본형태로 접착후 홈(슬롯)속에 삽입한 구조의 광케이블

구분 약호 호칭 운용파장
- 단일모드광섬유 SM 단일모드 광섬유 1310nm/1550nm
- DSF 분산천이 단일모드 광섬유 1550nm
- CSF 차단파장천이 단일모드 광섬유 1550nm
- NZDSF 난제로분산천이 단일모드 광섬유 1550nm
- 다중모드광섬유 MM 언덕형 다중모드 광섬유 850nm/1300nm
- HMM 대구경 다중모드 광섬유 850nm/1300nm

### 용도
광섬유의 용도는 다양하다. 광섬유가 가장 많이 이용되는 광통신 시스템에서는 특수 레이저를 광원으로 사용하는데, 특수 레이저는 엄청나게 빠른 속도로 켜짐과 꺼짐을 반복하면서 부호화된 메시지를 보낸다. 메시지가 광섬유를 타고 전송되어 수신장치에 전달되면 수신장치에서 부호를 해독해서 원래의 신호로 바꾼다. 광통신시스템은 구리케이블시스템보다 정보 전송 용량이 아주 크고, 전기적으로 간섭을 받지 않아 전송 도중에 정보 손실이 거의 없다. 또한 장거리 통신에 광섬유케이블을 사용하면 같은 길이의 구리케이블보다 신호를 덜 증폭해도 잘 전송된다. 많은 통신 회사들이 대규모 광섬유케이블망을 설치하고, 태평양과 대서양 사이에도 해저 광섬유케이블을 가설해서 통신에 사용하고 있지만, 선두 업체인 KT를 비롯한, 후발 업체인 SK브로드밴드와 LG유플러스의 기가 인터넷 서비스도 광섬유 케이블 방식을 사용한다.
광섬유는 조명용으로도 사용된다. 반도체나 LCD제조업체에서 공정간 VISION 검사용으로 광섬유를 가공하여 사용하며, 박물관에서도 유물을 비추는 조명으로 광섬유를 사용한다. 최근에는 경관조명으로도 활용되고 있다. 광섬유를 조명용으로 사용시 광원이 필수적으로 사용되어야 한다. 광원은 할로겐램프나 메탈할라이드 램프, 최근에는 LED 가 주로 사용된다. 광섬유는 또한 의료용으로도 많이 사용된다. 가늘고 유연하게 잘 가공된 광섬유는 혈관이나 폐와 같이 속에 빈 공간이 있는 인체 장기에 삽입되어 수술하지 않고도 환자의 몸속을 볼 수 있는 관절경 등에 사용된다. 또한 온도나 압력 측정기와 수술용 레이저에도 광섬유를 사용한다.

## 원리
광섬유는 코어와 클래딩으로 구성되어 있으며, 둥근 코어를 클래딩으로 균일하게 감싼 형태로 만들어진다. 코어는 굴절률이 큰 물질로 이뤄지며, 클래딩은 굴절률이 작은 물질로 이뤄진다.
코어와 클래딩을 만드는 형식은 두 가지가 있다.
- 첫 번째는 코어와 클래딩을 명백히 구분할 수 있게 하는 방식으로, 명백히 구분할 수 있는 광섬유는 코어와 클래딩의 반사부에서 일어나는 전반사를 사용한다.
- 두 번째는 코어와 클래딩을 구분할 수 없는 방식으로, 큰 굴절률을 갖는 물질로 균일한 코어를 만든 뒤에 이물질을 침투시켜 표면에 가까운 부위의 굴절률을 작게 만드는 방식으로 제작되어 중심에서 표면에 이르기까지 굴절률이 연속적으로 변하기에, 전반사가 일어나지 않고 중심부에서 벗어나는 빛은 서서히 중심으로 휘어지도록 굴절되어, 거시적으로 전반사가 일어난 것처럼 보이도록 만든다.

광섬유 내부에서 움직이는 빛은 솔리톤의 성질을 띠기 때문에 일반적인 광학적 빛의 성질과는 매우 다름이 분명하다.

## 제조과정
광섬유를 만드는 방법은 주로 먼저 모재(母材:preform)라고 하는 지름 1cm 내외의 봉을 광섬유의 구조와 동일하게 만든 다음, 이것을 고열로 녹여 늘여서 광섬유를 완성하는 방법을 쓴다.
⑴ 모재의 제작:적절한 부착대(흑연·사기의 봉이나 고순도 석영관)를 축방향으로 회전시키면서 그 내부(MCVD법)나 외부(OVD법:outside vapor phase deposition)에 불꽃 가수분해 반응에 의해 게르마늄·붕소·인 등이 합성된 산화규소층을 수십 회에 걸쳐 부착시킨 다음, 1700°C 이상의 높은 온도의 불꽃으로 서서히 가열하여 수축시키면 모재가 완성된다. 이때 게르마늄 등 원소의 포함량을 조절하면 모재의 굴절률 분포를 임의로 조절할 수 있게 된다. 광섬유의 손실 등 광학적 특성이 거의 이 과정에서 결정되므로 매우 주의깊게 진행된다. 이 밖에 석영막대 끝에 직접 모재를 성장시키는 VAD(vapor phase axial deposition)법도 있다.
⑵ 연선(延線)과정:모재를 2,000°C 이상의 고온으로 국부적으로 가열하여 가늘게 뽑으면 광섬유가 된다. 열원(熱源)으로서는 주로 전기저항로·고주파유도로·이산화탄소레이저 등이 사용된다. 이 과정은 불순물에 의해 광섬유 표면이 오염되어 강도가 저하되지 않도록 정결한 분위기가 필요하며, 기계적 강도의 보존과 취급의 편의를 위하여 뽑는 즉시 1차피복을 한다. 그 재료로 화학적으로 안정되고 수분의 침투를 막을 수 있는 실리콘수지·에폭시아크릴레이트·래커·우레탄·EVA 등이 사용된다. 광섬유의 바깥지름은 이 과정에서 약 1μm의 오차 이내로 균일하게 조정된다. 

## 장단점

### 장점
1. 구리선보다 전송속도가 빠르고, 대용량으로 전송할 수 있으며, 기가 인터넷 서비스에 100% 대응할 수 있다.
2. 광섬유는 좁은 공간에서 많은 선을 설치할 수 있다.
3. 구리선보다 값이 더 싸다. (많은 사람들이 광섬유가 구리선 보다 더 비싸다고 알고 있으나, 광섬유가 구리선보다 더 싸다.)[4]
4. 구리선보다 수명이 더 길다.
5. 신호의 간섭을 받지 않고, 빛으로 전달되기 때문에 구리선보다 잡음이 적다.
6. 혼선 및 도청의 위험이 적다.

### 단점
1. 광섬유를 통신에 사용하려면 신호를 빛으로 변환하는 변조 장치를 사용해야 한다.
2. 광섬유를 통한 광신호를 전자 신호로 변화하여 사용해야 한다.
3. 제조 물성이 한정적이며, 공정 다양성이 상대적으로 적고 제조가 까다롭다.